# 더 기프트 (2015년 영화)
《더 기프트》(영어: The Gift)는 2015년 공개된 미국의 스릴러 영화이다.

## 줄거리
사이먼과 로빈 칼렘 부부는 사이먼이 고향인 로스앤젤레스에서 직장을 구한 후 시카고를 떠나 그곳에서 자녀를 가질 계획을 세운다. 쇼핑몰에 있던 중, 그들은 예상치 못하게 사이먼의 오랜 고등학교 동창인 고든 "고르도" 모즐리와 마주친다. 고르도는 예고 없이 선물을 가지고 찾아온다. 그의 존재는 사이먼을 불편하게 만들지만, 로빈은 해롭지 않다고 생각한다. 고르도는 그들을 자신의 큰 집에서 열리는 저녁 파티에 초대한다. 칼렘 부부가 도착했을 때, 고르도는 다른 부부가 취소했다고 말한다. 고르도는 급한 전화가 온 듯 잠시 집을 비운다. 돌아온 고르도는 이전에 자신이 미혼이라고 말했던 것과는 달리, 그 집이 자신을 떠나 두 아이를 데려간 아내의 것이라고 말한다. 사이먼은 의심하며 고르도에게 자신과 로빈에게서 떨어져 있으라고 말한 후 갑자기 떠난다.
다음 날, 로빈은 고르도가 준 연못 비단잉어가 죽어 있고 그들의 개가 사라진 것을 발견한다. 사이먼은 고르도의 집으로 차를 몰지만, 고르도가 운전사로 일했던 다른 부부가 그 집의 소유주이며 고르도가 결혼한 적도, 아이를 낳은 적도 없다는 것을 알게 된다.
로빈은 수도꼭지가 켜져 있고 발소리가 들리는 등 누군가가 집에 들어오고 있다고 의심하기 시작한다. 잠을 이루지 못한 그녀는 이웃의 처방약을 훔친다. 그날 밤, 개가 갑자기 돌아오고 고르도에게서 온 편지가 우편함에 있다. 편지는 "과거는 과거로 두려 했지만, 더 이상은 안 된다"고 끝맺는다. 사이먼은 그 의미를 모른다고 주장한다.
사이먼의 직장 승진 경쟁 상대는 동료 대니 맥도널드뿐이다. 한편, 로빈은 집에서 갑자기 쓰러진다. 다음 날 아침 침대에서 깨어났을 때, 사이먼은 그녀에게 시카고에서 있었던 문제인 훔친 약에 대해 따진다. 시간이 지나면서 상황은 나아지고 로빈은 임신한다. 어느 날, 그녀는 쇼핑 중에 고르도가 자신을 지켜보고 있는 것을 본다. 사이먼의 여동생은 로빈에게 고등학교 때 사이먼과 그의 친구 그렉 피어슨이 고르도가 나이 많은 남자에게 성추행당했다고 주장하여 고르도가 괴롭힘을 당하고 게이라고 비난받으며 전학을 가게 되었다고 말한다. 로빈은 또한 사이먼이 대니 맥도널드와 고르도 모두에 대해 신원 조사를 했으며, 고르도는 성인이 된 후 교도소를 들락거렸다는 것을 알게 된다. 그녀는 그렉을 찾아가고, 그렉은 사이먼이 성추행 이야기를 지어냈다고 밝힌다. 그 결과, 고르도의 독실한 아버지는 고르도가 게이라고 믿고 그를 산 채로 불태우려 했다. 아버지는 살인미수로 체포되었고 고르도는 사관학교로 보내졌다. 로빈이 사이먼이 왜 그런 짓을 했는지 묻자, 그렉은 사이먼이 그저 할 수 있다는 이유로 잔인한 짓을 하는 불량배였다고 설명한다.
로빈은 사이먼에게 따지지만 그는 책임을 부인한다. 그녀의 간청으로, 그는 고르도에게 진심 없는 사과를 한다. 사이먼이 진심이 아니라는 것을 아는 고르도는 과거가 아직 끝나지 않았다고 경고한다. 격분한 사이먼은 고르도를 공격하지만, 고르도가 자신의 사과를 받아들였다는 식으로 로빈에게 거짓말을 한다. 사이먼은 직장에서 승진하지만, 그의 축하 파티에서 대니 맥도널드가 창문을 통해 돌을 던진다. 그는 사이먼이 정보를 날조하고 승진을 위해 자신의 경력을 망쳤다고 비난한다. 로빈은 갑자기 진통을 시작하고 출산한다.
사이먼은 맥도널드에 대해 거짓말을 한 죄로 해고되고, 로빈은 별거를 원한다. 그는 집으로 돌아와 칼렘 부부의 집 열쇠, 저녁 파티에서 고르도를 조롱하는 사이먼의 음성 녹음, 그리고 고르도가 로빈에게 약을 먹이고 그녀 위에서 서서 성적 폭행을 하려는 듯한 모습을 보여주는 집 안의 비디오가 담긴 세 개의 선물 상자를 발견한다. 고르도는 카메라가 끊기기 전 침대에서 의식 없는 로빈을 만질 때 원숭이 가면(사이먼에게 평생의 공포)을 쓰고 있다. 동시에 고르도는 눈에 붕대를 감고 팔에 깁스를 한 채 병원에 있는 로빈을 방문한다. 그는 사이먼이 자신에게 부상을 입혔다고 말한다. 사이먼은 병원으로 달려가지만 고르도를 놓친다. 나중에 고르도는 사이먼에게 전화를 걸어 로빈을 강간하고 아기의 아버지가 자신인지 아닌지 확인하거나 부인하기를 조롱적으로 거부한다. 사이먼이 성추행 이야기가 거짓말임을 인정하기를 거부했던 것처럼 말이다. 격분한 로빈은 사이먼이 그들의 아들을 보게 하는 것을 거부한다. 결혼과 경력이 파괴되자 사이먼은 무너지고 고르도는 이를 지켜본다. 복수에 만족한 고르도는 팔 깁스를 버리며 걸어간다.

## 출연
- 조엘 에저튼 - 고든 역
- 제이슨 베이트먼 - 사이먼 역
- 레베카 홀 - 로빈 역
- 앨리슨 톨먼 - 루시 역
- 팀 그리핀 - 케빈 역
- 부시 필립스 - 더피 역
- 애덤 라자레-화이트 - 론 역
- 뷰 크냅 - 탐정 워커 역
- 웬델 피어스 - 탐정 밀스 역
- 미라 폴크스 - 웬디 데일 역
- 내쉬 에저튼 - 프랭크 데일 역
- 데이비드 덴맨 - 그렉 역
- 케이티 애설튼 - 조안 역
- 데이비드 조셉 크레이그 - 스튜어트 역
- 수잔 메이 플랫 - 론다 라이언 역
- P.J. 번 - 대니 역
- 펠리시티 프라이스 - 안젤라 데레지오 역
- 멜린다 알렌 - 부동산 에이전트 역

## 흥행
- 제작비는 500만 달러에 불과했으나 미국에서만 4300만 달러의 수입을 올렸다. 2015년 11월 기준 전 세계 수입은 5900만 달러.